# سنگین‌نوک گلوسیاه
سنگین‌نوک گلوسیاه (نام علمی: Clytorhynchus nigrogularis) نام یک گونه از سرده سنگین‌نوک است.